# HMS
HMS, что расшифровывается как «Корабль Его Величества» (англ. His Majesty's Ship) или «Корабль Её Величества» (англ. Her Majesty's Ship) — префикс судов, используемый в названиях судов Королевского военно-морского флота Великобритании, а также в ВМС Швеции (швед. Hans Majestäts Skepp или швед. Hennes Majestäts Skepp). Чаще всего в текстах на русском языке оставляется без перевода (особенно когда требуется подчеркнуть национальную принадлежность судна) или опускается.
Для британских подводных лодок та же аббревиатура несёт другое значение англ. Her/His Majesty's Submarine — «Подводная лодка Её/Его Величества».
Исключение делается для Яхты Её Величества «Британия» (HMY).
«Англичане с начальными буквами HMS  (его  величества  корабль) на бескозырке, держались немного строже, но  и  у  них  был  беспечный  вид, совершенно отличавший их от наших моряков и казавшийся мне странным.
Также используются
- Канада: HMCS — (His Majesty’s Canadian Ship) Канадский корабль Его Величества
- Австралия: HMAS — (His Majesty’s Australian Ship) Его Величества Австралийское Судно
- Новая Зеландия: HMNZS — (His Majesty’s New Zealand Ship) Его Величества Новозеландское Судно
- Багамские Острова: HMBS — (His Majesty’s Bahamian Ship) Его Величества Багамское Судно
- Барбадос: HMBaS — (His Majesty’s Barbadian Ship) Его Величества Барбадосское Судно
- Бермуды: HMBeS — (His Majesty’s Bermudian Ship) Его Величества Бермудское Судно
- Папуа — Новая Гвинея: HMPNGS — (His Majesty’s Papua New Guinean Ship) Его Величества Папуа-Новогвинейское Судно
- Ямайка: HMJS — (His Majesty’s Jamaican Ship) Его Величества Ямайское Судно
- Тувалу: HMTS — (His Majesty’s Tuvalu Surveillance Ship) Его Величества Тувалу Судно

Также использовались ранее:
- Для службы в колониях: HMCS — (Her Majesty’s Colonial Ship) Её Величества Колониальное Судно
- Австралия: CNS (Commonwealth Naval Ship) — Судно Флота Содружества
  -  Виктория: HMVS — (Her Majesty’s Victorian Ship) Её Величества штата Виктория Судно
  -  Квинсленд: HMQS — (Her Majesty’s Queensland Ship) Её Величества штата Квинсленда Судно
- Бирма: HMBS — (Her Majesty’s Burmese Ship) Её Величества Бирманское Судно
- ЮАС: HMSAS — (Her Majesty’s South African Ship) Её Величества Южноафриканское Судно
- Британская Индия: (Her Majesty’s Indian Ship) HMIS — Её Величества Индийское Судно
- Цейлон: HMCyS — (His or Her Majesty’s Ceylon Ship) Его или Её Величества Цейлонское Судно
- Пакистан: HMPS — (His or Her Majesty’s Pakistani Ship) Его или Её Величества Пакистанское Судно